# This Is My Day
This Is My Day is een EP van Anna Verhoeven uit 2013. Het bevat zes nummers: een eigen song die de soundtrack vertegenwoordigt en vijf gecoverde nummers.

## Tracklist
Lijst van nummers op het album.
1. This Is My Day (3:15) – geschreven door Anna Verhoeven
2. Save Me from Myself (3:18) – geschreven door Christina Aguilera
3. What It Is (4:46) – geschreven door Amy Winehouse
4. Dancing in the Rain (2:53) – geschreven door Ilse DeLange
5. Beautiful Goodbye (4:16) – geschreven door David Tyson en Chistopher Ward
6. Signal – geschreven door Laura Jansen